# Hierarquia militar da Luftwaffe

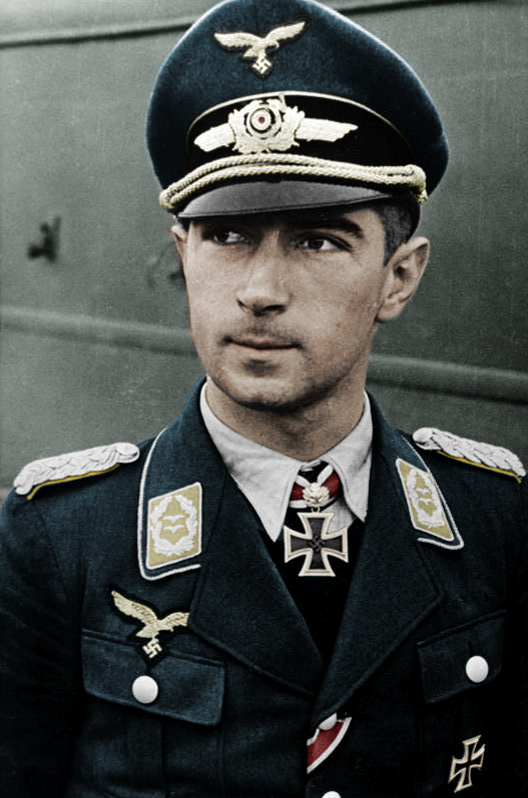
Fotografia de Werner Mölders enquanto Tenente-coronel; nela se pode observar as passadeiras de oficial superior, as insígnias de posto na gola e a cor da sua função na Luftwaffe.

A hierarquia militar da Luftwaffe foi um sistema de relações hierárquicas entre as várias patentes da Luftwaffe, o ramo aéreo alemão da Alemanha Nazi. Esta hierarquia era similar à das outras forças militares da época, contudo, algumas patentes da Luftwaffe não tinham equivalente nas forças aéreas dos aliados. Embora muitas patentes pudessem ter equivalentes nas outras forças aéreas, na realidade os militares da Luftwaffe tinham uma responsabilidade muito maior; enquanto os oficiais da Real Força Aérea, a força aérea britânica, eram graduados a uma patente superior quando desempenhavam funções de uma patente superior, os oficiais da Luftwaffe mantinham a sua patente enquanto desempenhavam funções, independentemente do tamanho da responsabilidade que lhes era atribuída.

## Constituição
Quando a Luftwaffe foi oficialmente criada em março de 1935, as insígnias e os nomes das patentes dos praças, sargentos e oficiais foram modelados com base nas patentes da SA (SturmAbteilung) e da SS (SchutzStaffel). Além das tradicionais passadeiras, os militares da Luftwaffe também usavas um par de indicadores situados nas golas dos seus uniformes. Para além da indicação da patente, o sistema de insígnias também indicava a função do respectivo militar. Algumas cores eram empregadas nos uniformes e nas insígnias para identificar os militares das diferentes áreas funcionais da Luftwaffe (tripulantes, administradores, médicos, entre outros). Todos os pilotos da Luftwaffe eram praças graduados ou oficiais. Para as patentes de Unteroffizier (a mais baixa de um graduado) até Stabsfeldwebel (a mais alta de um graduado) era utilizado sucessivamente um sistema de uma a quatro asas, com a adição de um rebordo prateado em torno da gola e da parte interna da passadeira. Na parte exterior da gola, era usado uma linha fina correspondente à área do militar.
As passadeiras utilizadas pelos Leutnant, Oberleutnant e Hauptmann utilizavam a mesma base, apenas diferenciadas pela aplicação de costuras de cor prateada em toda a superfície da passadeira. Os oficiais superiores (Major, Oberstleutnant e Oberst) possuíam a superfície da passadeira mais elaborada, com costuras de cor prateada entrançadas, e os oficiais generais de igual modo, apenas mudando de cor de prateado para dourado. Nas golas, os oficiais subalternos tinham por baixo das asas um pequeno par de folhas de carvalho, e os oficiais superiores tinham dois ramos de folhas de carvalho que envolviam as asas. Nos braços e nas mangas eram também usados símbolos semelhantes aos usados nas golas. Os praças não graduados tinham os tradicionais símbolos em "V", e os graduados faziam uso de asas. Os oficiais também usavam este sistema; oficiais subalternos e superiores usavam asas e uma barra prateada por baixo delas, os oficiais com o posto de brigadeiro, major-general e tenente-general faziam uso de asas e barra dourada, e os coronel-general e general usavam o mesmo símbolo usado nas golas.

## Patentes militares

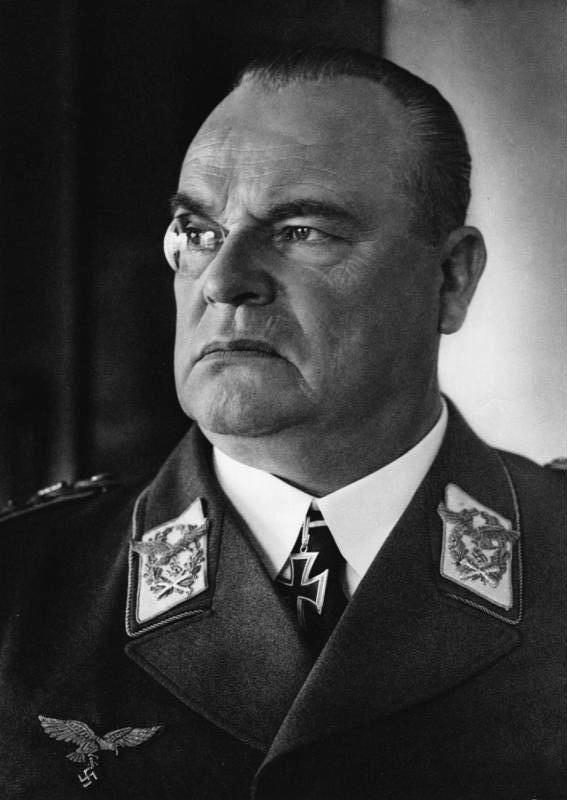
Hugo Sperrle como Generalfeldmarschall

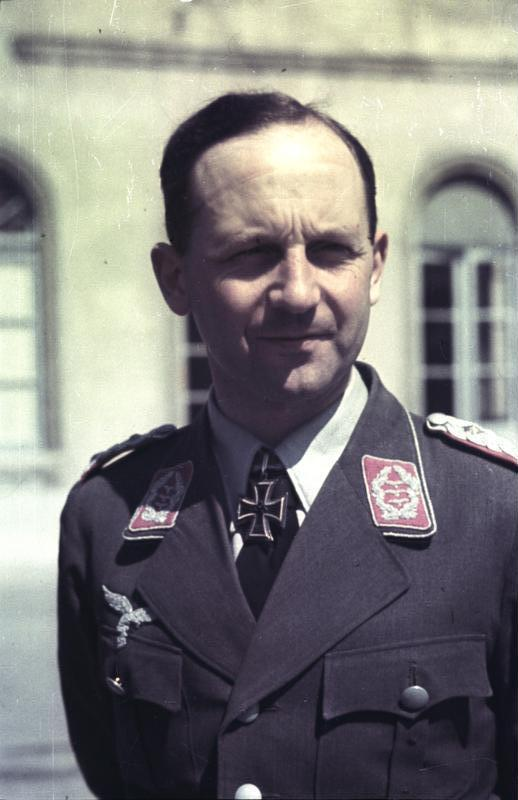
Oberst Heinz Trettner. Note-se as passadeiras de cor prateada e as insígnias na gola a indicar a patente e a função

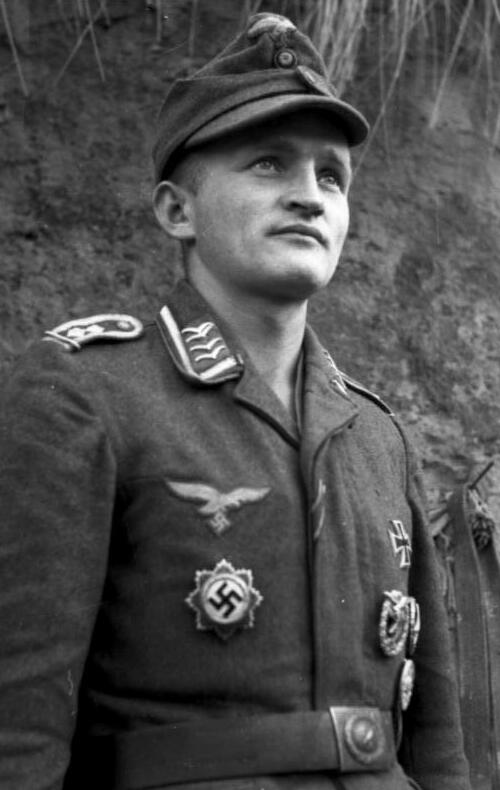
Erich Hellmann, um Oberfeldwebel da Luftwaffe. Note-se no rebordo prateado que os sargentos tinham na gola

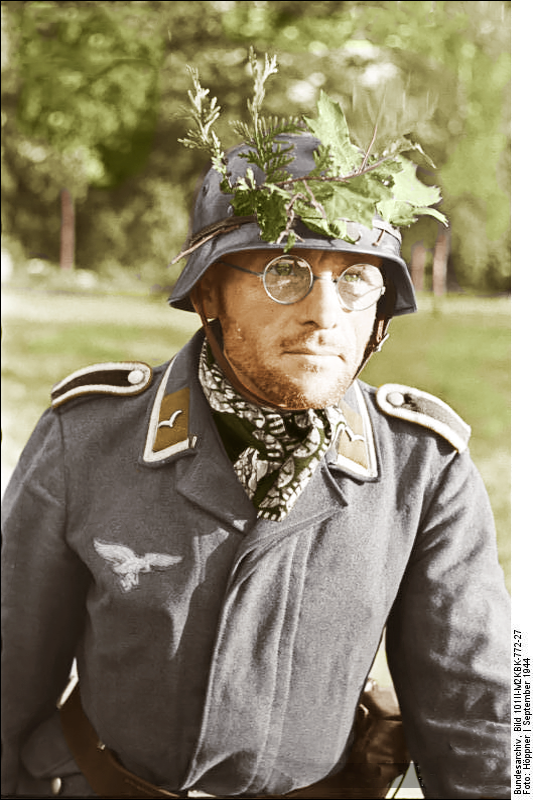
Um Unteroffizier durante a Operação Market Garden

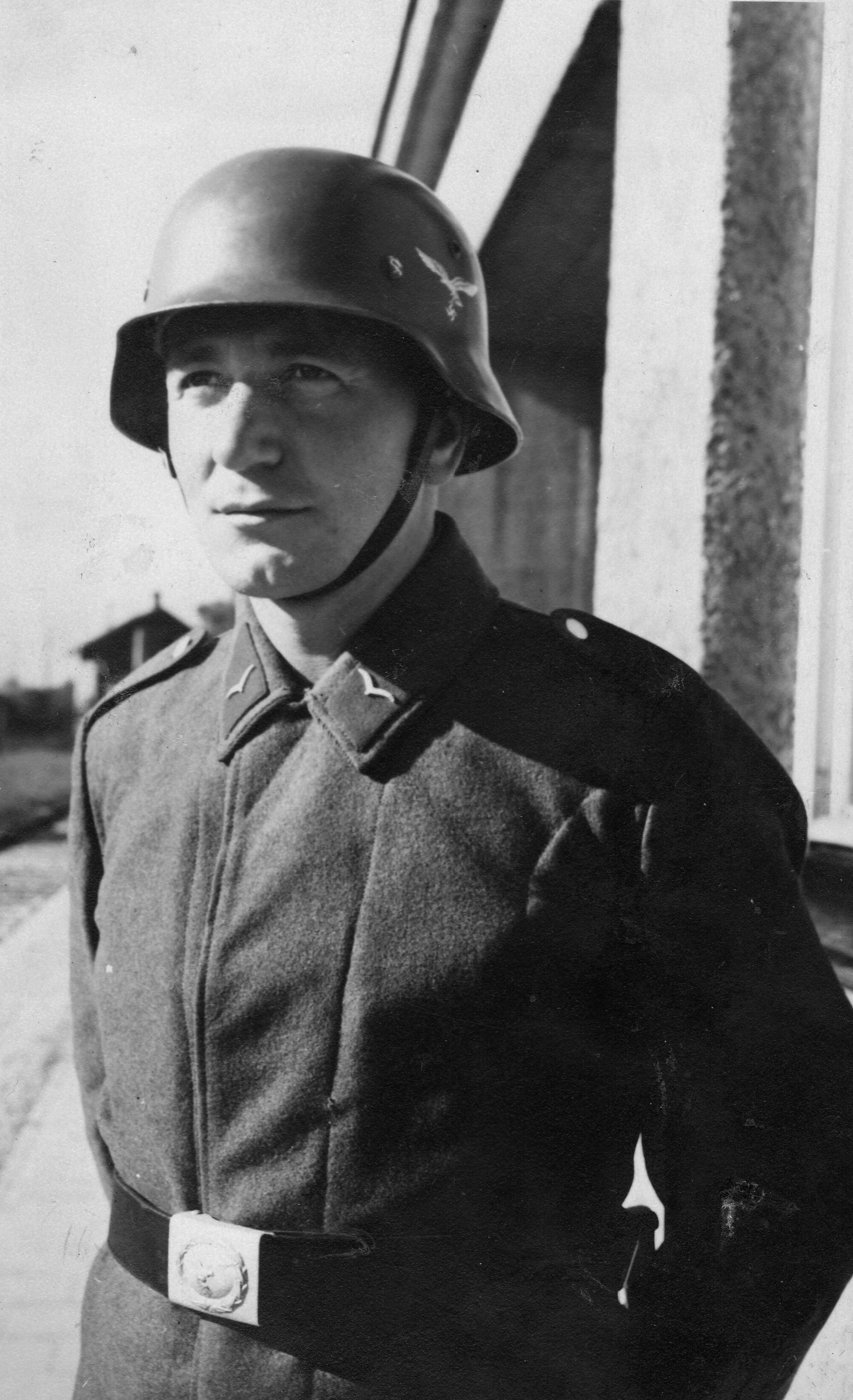
Johann Schediwy, um Flieger

Esta é uma lista das patentes militares da Luftwaffe, comparadas com o sistema de patentes da NATO e a patente aproximadamente equivalente na Força Aérea Portuguesa.
| Classificação NATO | Insígnia   | Insígnia       | Insígnia                | Patente | Aproximadamente equivalente a         |
| Classificação NATO | Passadeira | Colarinho      | Manga                   | Patente | Aproximadamente equivalente a         |
|                    |            |                |                         | |                                       |
| Oficiais generais  |            |                |                         | |                                       |
|                    |            |                |                         | Reichsmarschall | Acima de Marechal                     |
| OF-10              |            |                |                         | Generalfeldmarschall | Marechal                              |
| OF-9               |            |                |                         | Generaloberst | General                               |
| OF-8               |            |                |                         | - General der Flieger - General der Fallschirmtruppe - General der Luftnachrichtentruppe - General der Flakartillerie - General der Luftwaffe | Tenente-general                       |
| OF-7               |            |                |                         | Generalleutnant | Major-general                         |
| OF-6               |            |                |                         | Generalmajor | Brigadeiro-general                    |
|                    |            |                |                         | |                                       |
| Oficiais           |            |                |                         | |                                       |
| OF-5               |            |                |                         | Oberst | Coronel                               |
| OF-4               |            |                |                         | Oberstleutnant | Tenente-coronel                       |
| OF-3               |            |                |                         | Major | Major                                 |
| OF-2               |            |                |                         | Hauptmann | Capitão                               |
| OF-1               |            |                |                         | Oberleutnant | Tenente                               |
| OF-1               |            |                |                         | Leutnant | Alferes                               |
|                    |            |                |                         | |                                       |
| Sargentos          |            |                |                         | |                                       |
| OR-8               |            |                |                         | Stabsfeldwebel | Sargento-Chefe                        |
| OR-7               |            |                |                         | Fahnenjunker-Oberfeldwebel | Sargento-ajudante                     |
| OR-7               |            | Oberfeldwebel  | Sargento-ajudante       | |                                       |
| OR-6               |            |                |                         | Feldwebel | Segundo-Sargento ou Primeiro-Sargento |
| OR-5               |            |                |                         | Fahnenjunker-Unterfeldwebel | Furriel                               |
| OR-5               |            | Unterfeldwebel | Segundo-Furriel         | |                                       |
| OR-5               |            |                |                         | Fahnenjunker-Unteroffizier | Cabo-adjunto                          |
| OR-5               |            | Unteroffizier  | Cabo-adjunto            | |                                       |
|                    |            |                |                         | |                                       |
| Outros postos      |            |                |                         | |                                       |
| OR-4               |            |                |                         | Stabsgefreiter a partir de 1944 | Primeiro-cabo                         |
| OR-3               |            |                | Hauptgefreiter até 1944 | Primeiro-Cabo |                                       |
| OR-3               |            |                | Obergefreiter           | Segundo-cabo |                                       |
| OR-2               |            |                | Gefreiter               | Soldado |                                       |
| OR-1               |            |                | Flieger                 | Soldado-Recruta |                                       |